# Pedro Osorio Nicolás
Pedro Pablo Osorio Nicolás (* 29. Dezember 1965 in Orizaba, Veracruz), auch bekannt unter dem Spitznamen Don Cruz, ist ein ehemaliger mexikanischer Fußballspieler auf der Position des Verteidigers, der heute als Trainer arbeitet.

## Leben

### Verein
Pedro Osorio begann seine Profikarriere in der Saison 1984/85 beim CA Monarcas Morelia und absolvierte sein erstes Ligaspiel am 11. Spieltag in einem Heimspiel gegen die Tigres de la UANL, das mit 0:1 verloren wurde. Ebenfalls in einem Heimspiel am 35. Spieltag derselben Saison erzielte er gegen den alten und neuen Meister Club América (2:4) seinen ersten Treffer in der mexikanischen Primera División.
Nach sechs Jahren bei Morelia wechselte Osorio 1990 zu den Tiburones Rojos del Veracruz, bei denen er bis 1995 unter Vertrag stand und mit denen er 1995 das Pokalfinale gegen Necaxa erreichte, das mit 0:2 verloren wurde. Anschließend kehrte er für eine Saison nach Morelia zurück, ehe er seine aktive Laufbahn in der Saison 1996/97 bei den Toros Neza ausklingen ließ. Mit den Toros erreichte er sowohl die Finalspiele um die Meisterschaft gegen Chivas Guadalajara (1:1 und 1:6) als auch im Pokalwettbewerb gegen Cruz Azul (0:2), die jedoch beide verloren wurden.

### Nationalmannschaft
Zwischen März 1988 und April 1991 brachte Osorio es auf acht Länderspieleinsätze für die mexikanische Nationalmannschaft. Sein Debüt fand am 29. März 1988 beim 8:0-Kantersieg gegen El Salvador statt, sein letztes Spiel am 17. April 1991 endete torlos gegen Costa Rica.

### Trainer
Unmittelbar nach dem Ende seiner aktiven Laufbahn wurde Osorio das Traineramt bei seinem Heimatverein Once Hermanos übertragen, mit dem er die Zonenmeisterschaft der Tercera División gewann und somit den größten sportlichen Erfolg in dessen Vereinsgeschichte erzielte. Anscheinend blieb Osorio den Once Hermanos bis 2005 verbunden, als er die Mannschaft noch immer (oder wieder) trainierte. Im Oktober 2005 unterschrieb Osorio beim seinerzeit in der Segunda División spielenden Stadtrivalen Albinegros de Orizaba, für den er bis Ende 2006 tätig war. Nach einer Zwischenstation bei den Tiburones Rojos de Córdoba kam Osorio zu den ab Anfang 2009 in der zweitklassigen Primera División 'A' spielenden Albinegros zurück, bei denen er während des kompletten Spieljahres 2009 tätig war.

## Erfolge
- Mexikanischer Vizemeister: Verano 1997 (mit Toros Neza)
- Pokalfinalist: 1995 (mit Veracruz), 1997 (mit Toros Neza)